# بیماری

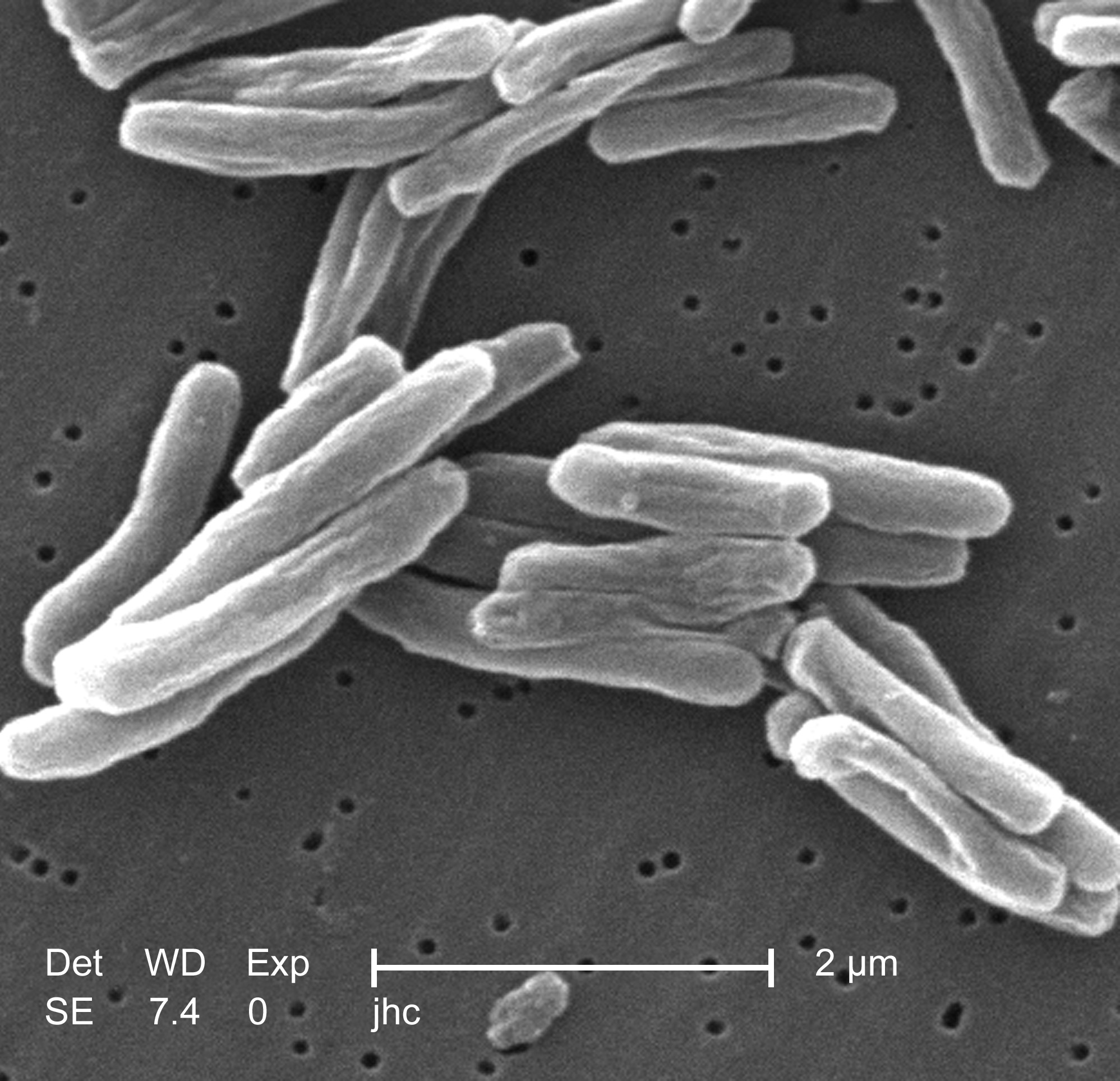
تصویر میکروسکوپ الکترونی روبشی از مایکوباکتریوم توبرکلوزیس، یک باکتری بیماری‌زا و عامل بیماری سل در انسان

بیماری (پارسی میانه: ویماری) به ناهنجاری در بدن یا روان می‌گویند که به‌علت ناراحتی، اختلال عملکرد یا تنش در بیمار یا دیگر افراد مرتبط با او ایجاد می‌گردد. البته باید میان بیماری و سایر حالت‌های پزشکی مانند خستگی، سستی، کسالت و اندوه، تفاوت قائل شد. عامل ایجاد بیماری می‌تواند یک عامل بیرونی (مانند باکتری، انگل، سوءتغذیه) یا درونی (مانند پرکاری تیروئید، دیابت) باشد. همچنین بیماری می‌تواند مادرزادی و ژنتیکی مانند نشانگان ترنر، لب‌شکری یا آلبینیسم باشد. بیماری‌ها همچنین می‌توانند حاد، مزمن، واگیردار یا غیرواگیر باشند.
بیماری به‌عنوان یک وضعیت غیرطبیعی خاص، بر ساختار یا عملکرد تمام یا بخشی از پیکرهٔ یک جاندار، تأثیر منفی می‌گذارد و بلافاصله ناشی از یک آسیب خارجی نیست. برای مثال، شکستگی استخوان پس از تصادف رانندگی، یک بیماری نیست اما می‌تواند زمینه‌ساز بیماری باشد.
هر بیماری با تعدادی علائم و نشانه‌های ویژه تشخیص داده می‌شود. تشخیص و درمان بیماری بر عهدهٔ پزشک است.
کشنده‌ترین بیماری‌ها در انسان، بیماری سرخرگ کرونری (انسداد جریان خون) و به‌دنبال آن بیماری‌های مغزی-عروقی و عفونت‌های دستگاه تنفسی تحتانی هستند. در کشورهای توسعه‌یافته، بیماری‌های عصبی-روانی مانند افسردگی و اضطراب، بیشترین فراوانی را دارند.

## طبقه‌بندی
بیماری‌ها را به روش‌های مختلف می‌توان طبقه‌بندی کرد:
1. عامل ایجادکنندهٔ بیماری مانند بیماری‌های عفونی، بیماری‌های ژنتیکی، بیماری‌های شغلی، بیماری‌های روانی.
2. دورهٔ ابتلا به بیماری مانند بیماری حاد، تحت حاد و مزمن.
3. عضو درگیرشده مانند بیماری‌های قلبی، بیماری‌های گوارشی و ریوی.

## انواع عوامل

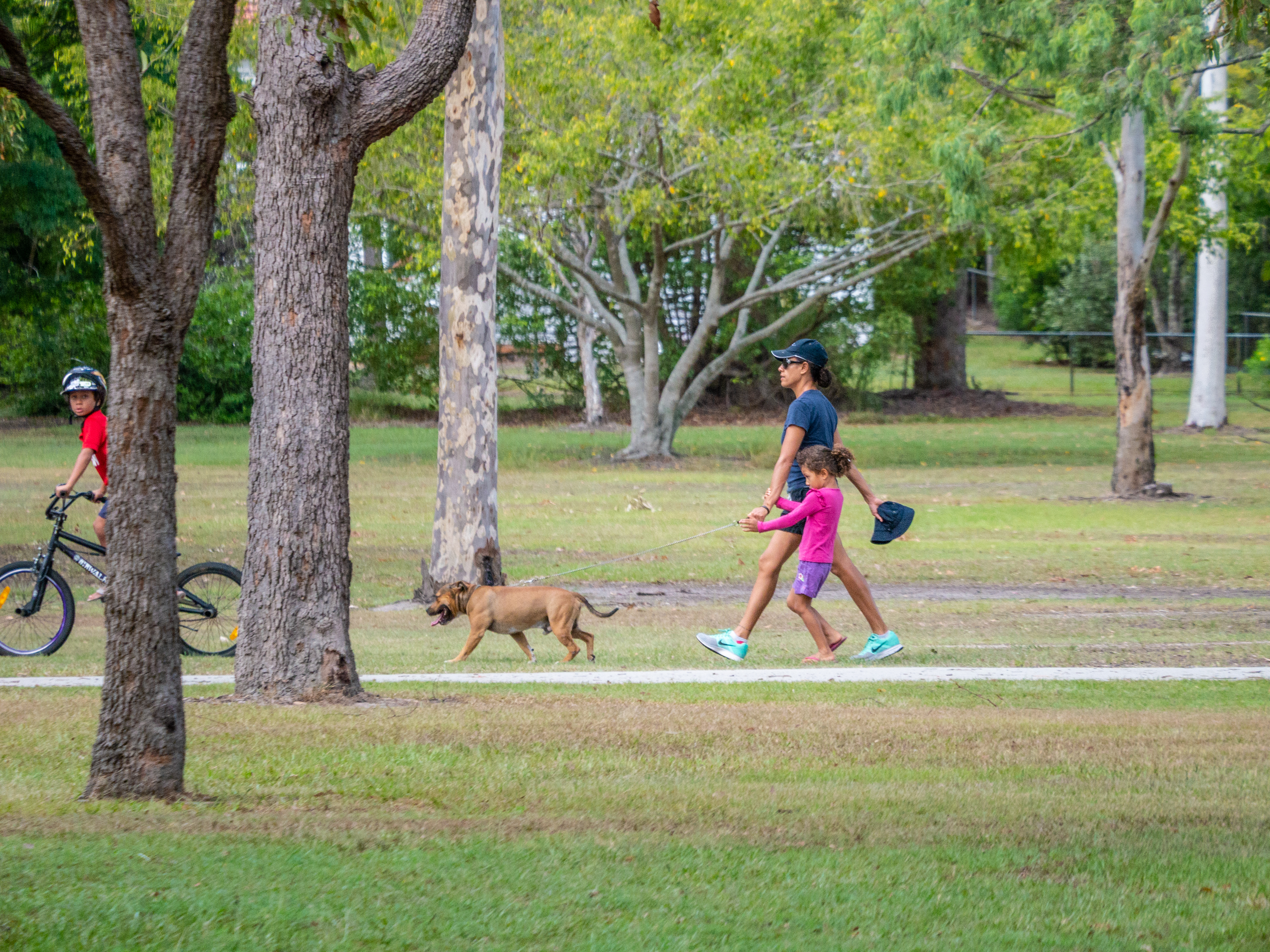
فعالیت ورزشی مانند دویدن یا دوچرخه‌سواری می‌تواند مانع از ابتلا به بیماری‌های ناشی از سبک زندگی شود.

1. بیماری‌های ناشی از سبک زندگی: بسیاری از بیماری‌ها ناشی از سبک زندگی نادرست هستند، مثل غذای ناسالم، استعمال دخانیات، مصرف مواد مخدر یا الکل، عدم فعالیت فیزیکی.
2. عوامل عفونی: بیماری‌هایی که عامل آن‌ها عفونت‌های باکتریایی یا ویروسی یا قارچی است. در موارد نادرتری گروه‌های دیگری از میکروب‌ها مثل آغازیان می‌توانند بیماری‌زایی کنند. عوامل
3. ژنتیکی: بیماری‌هایی که ریشهٔ وراثتی دارند، مثل کوررنگی و هموفیلی
4. بیماری‌های خودایمنی: بیماری خودایمنی هنگامی رخ می‌دهد که دستگاه ایمنی بدن به اشتباه حمله به خود بدن را آغاز می‌کند. مثل روماتیسم مفصلی، ام‌اس، بیماری گریوز.

## مراحل

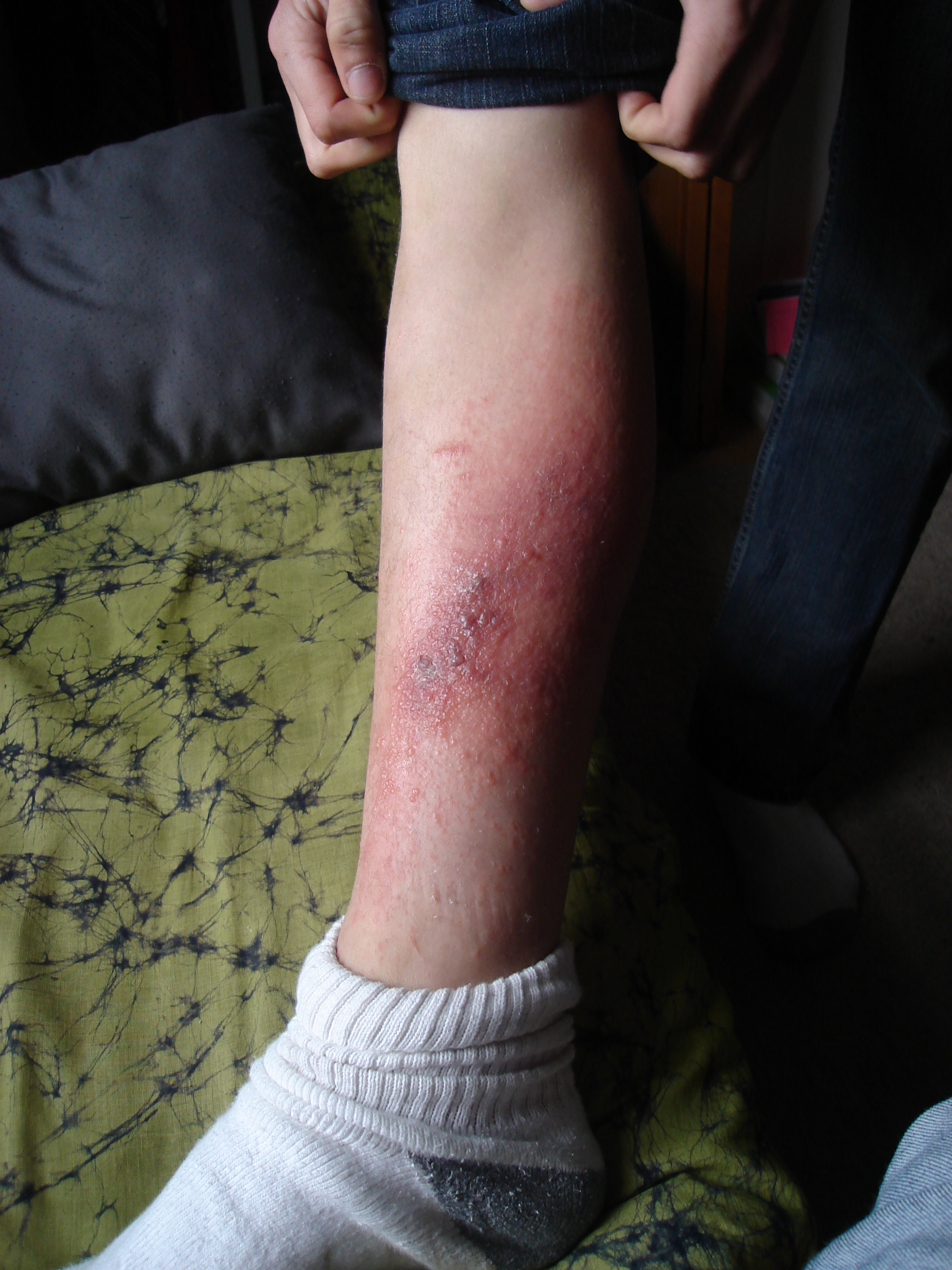
این بثورات فقط یک قسمت از بدن را درگیر می‌کند، بنابراین یک بیماری موضعی است

در یک بیماری عفونی، دورهٔ نهفتگی، زمان میان ورود عامل عفونی و ظاهر شدن علائم است. دورهٔ نهفتگی زمان میان عفونت و توانایی سرایت بیماری به فرد دیگر است که ممکن است پیش، متعاقب یا همزمان با ظهور علائم باشد. برخی از ویروس‌ها فاز خفته‌ای به‌نام فاز تأخیر ویروسی دارند که در آن، ویروس به‌صورت غیرفعال در بدن پنهان می‌شود. برای مثال، ویروس واریسلا زوستر باعث ایجاد آبله‌مرغان در فاز حاد عفونت می‌شود. پس از بهبودی از آبله‌مرغان، ویروس ممکن است سال‌ها در سلول‌های عصبی، نهفته بماند و بعداً باعث ایجاد زونا شود.
بیماری حاد
بیماری حاد، یک بیماری کوتاه‌مدت مانند سرماخوردگی است.
بیماری مزمن
یک بیماری مزمن بیماری است که برای مدت طولانی، به‌طور معمول، حداقل شش ماه طول بکشد. در طول این مدت، بیماری ممکن است به‌طور مداوم دارای علامت باشد، یا ممکن است بهبود یابد و به‌طور دوره‌ای عود کند. یک بیماری مزمن ممکن است پایدار باشد (بدتر نشود) یا ممکن است پیش‌رونده باشد (به‌مرور زمان بدتر شود). برخی از بیماری‌های مزمن را می‌توان برای همیشه درمان کرد. بیشتر بیماری‌های مزمن را می‌توان درمان یا کنترل کرد.
بیماری بالینی
بیماری‌های بالینی پیامدهای بالینی (کلینیکی) دارند. به عبارت دیگر، مرحله‌ای از بیماری که عارضه‌ها یا نشانه‌های ویژهٔ آن بیماری، ایجاد می‌شود؛ مثلاً ایدز یک بیماری بالینی ناشی از عفونت اچ‌آی‌وی است.
درمان
درمان پایان یک وضعیت پزشکی یا درمانی است که به احتمال زیاد، به آن پایان می‌دهد.
بیماری پیش‌رونده
بیماری پیش‌رونده، گونه‌ای بیماری است که سیر طبیعی معمول آن، بدتر شدن بیماری تا زمان مرگ، ناتوانی جدی یا نارسایی اندام است. بیماری‌های «به‌تدریج پیش‌رونده» نیز بیماری مزمن هستند. بسیاری از آن‌ها نیز بیماری‌های تباه‌کننده یا دژنراتیو هستند. متضاد بیماری پیش‌رونده، بیماری پایدار یا بیماری استاتیک، یک وضعیت پزشکی است که وجود دارد، اما بهتر یا بدتر نمی‌شود.
بیماری مقاوم به درمان
بیماری مقاوم به درمان، نوعی بیماری است که در برابر درمان، مقاومت می‌کند. در مواردی ویژه، یک بیماری در یک فرد خاص، می‌تواند بیش از حد طبیعی در مقایسه با سایر افراد، در برابر درمان، مقاومت کند.
بیماری تحت بالینی
بیماری‌های تحت بالینی، بیماری خاموش یا بیماری بدون علامت نیز نامیده می‌شوند. این مرحله در برخی از بیماری‌ها مرحلهٔ پیش از ظاهر شدن نشانه‌ها است.
فاز پایانی
اگر از نظر پزشکی انتظار برود، فردی به‌زودی بر اثر یک بیماری بمیرد، صرف‌نظر از این‌که آیا آن بیماری معمولاً باعث مرگ می‌شود یا خیر، بیماری در مرحله یا فاز پایانی است.
بهبود
بهبود یا بازیابی می‌تواند به ترمیم فرآیندهای فیزیکی (بافت‌ها، اندام‌ها و غیره) و از سرگیری عملکرد سالم بدن، پس از درمان فرایندهای آسیب‌زا اشاره داشته باشد.

## در طب سنتی
در طب سنتی بیماری یعنی خروج افعال از حالت طبیعی خود به گونه ای که عضو یا بدن عملکرد درست نداشته باشد.
بیماری‌ها در طب سنتی به دو دستهٔ کلی مفرد و مرکب تقسیم می‌شوند.

### بیماری‌های مفرد
بیماری‌های مفرد سه نوع هستند.
۱_سوء مزاج
در طب سنتی خارج شدن از حالت تعادلی مزاجی بدن یا غلبهٔ یکی از اخلاط چهارگانه بر مزاج اصلی عضو یا بدن را سوء مزاج می‌گویند. البته خود سوء مزاج به دو نوع ساده (ساذج) و مادی تقسیم می‌شود.
الف_سوء مزاج ساده:در نوع ساده خلطی وجود ندارد و عوامل آب و هوایی و عوامل روانی (مانند تنش و استرس) سبب ایجاد سوء مزاج هستند و در طی آن فقط یک کیفیت تغییر می‌کند؛ مثلاً گرمای معده مقداری بیش از حد تعادل می‌رود که با مصرف اندکی مبرّدات (سردکننده‌ها) به حالت طبیعی بازمی‌گردد.
ب_سوء مزاج مادی:در سوء مزاج مادی، سبب سوء مزاج، اخلاط هستند و در طی آن یک یا چند تا از اخلاط اربعه (صفرا، دم، بلغم و سودا) در اندامی یا اندام‌هایی دچار تغییر از لحاظ کمیّت یا کیفیت می‌شوند؛ بنابراین درمان آن نیز دشوارتر بوده و نیاز به اصلاح آن خلط و خروج از بدن هست.
۲_سوء هیئت ترکیب(مرض ترکیب)
بیماری‌های ترکیب خود چهار نوع هستند
۱_امراض خلقت. شامل:الف_مرض شکل (مانند انحنای غیرطبیعی استخوان) ب_مرض مجاری (مانند انسداد رگ‌های قلب) ج_مرض اوعیه (هیدروسل) د_مرض سطوح (مانند از بین رفتن پُرزهای معده)
۲_امراض مقدار. شامل موارد بزرگ شدن یا کوچک شدن عضوی نسبت به حالت طبیعی (مانند بزرگی غیرطبیعی سر)
۳_امراض تعداد. شامل موارد غیرطبیعی (مانند شش انگشتی)
۴_امراض وضع. شامل موارد نقش و جایگاه اعضای بدن نسبت به یکدیگر (مانند در رفتگی کامل مفصل.
۳_تفرق اتصال
شامل موارد جدایی بین اجزا (مانند شکستگی استخوان یا قطع عضو)

### بیماری‌های مرکب
شامل بیماری‌هایی که ترکیبی از دو یا چند بیماری مفرد هستند.